# Biologische Kybernetik
Die Biologische Kybernetik (englisch biological cybernetics) ist die Wissenschaft, die sich mit den Steuerungs- und Regelungsvorgängen in Organismen und Ökosystemen beschäftigt. 
In ihren Fachbereich fallen Prozesse wie die Regulierung der Körpertemperatur, das osmotische Gleichgewicht, der Säurehaushalt sowie diverse Stoffwechselprozesse und deren Regulierung durch Hormone, aber auch Wirkungsgefüge und Gleichgewichtsprozesse in der Ökologie.
Die acht Grundregeln der Biologischen Kybernetik sind nach Frederic Vester:
1. Negative Rückkopplung muss über positive Rückkopplung dominieren.
2. Die Systemfunktion muss vom quantitativen Wachstum unabhängig sein.
3. Das System muss funktionsorientiert und nicht produktorientiert arbeiten.
4. Nutzung vorhandener Kräfte nach dem Jiu-Jitsu-Prinzip statt Bekämpfung nach der Boxer-Methode.
5. Mehrfachnutzung von Produkten, Funktionen und Organisationsstrukturen.
6. Recycling: Nutzung von Kreisprozessen zur Abfall- und Abwasserverwertung
7. Symbiose. Gegenseitige Nutzung von Verschiedenartigkeit durch Verbindung und Austausch.
8. Biologisches Design von Produkten, Verfahren und Organisationsformen durch Feedback-Planung.

## Differenzierungsgebiete und Methoden
- Konnektionismus
- Biologische Informationstheorie
- Systembiologie

## Wissenschaftler
- Valentino Braitenberg
- Joseph J. DiStefano III
- Werner Reichardt
- Holk Cruse
- Hans Drischel
- Bernhard Hassenstein
- Horst Mittelstaedt
- Dezsö Varjú
- Frederic Vester
- Gerhard Vossius
- Erich von Holst
- Franco Zucconi